# Phrantela umbilicata
Phrantela umbilicata é uma espécie de gastrópode  da família Hydrobiidae.
É endémica da Austrália.